# Ethnien in Iran
Iran ist ein Vielvölkerstaat mit vielen Sprachen und Ethnien. Dieser Artikel behandelt die Ethnien und ethnischen Gruppen (Volksgruppen) in Iran.

## Geschichte
Die vermittelnde Lage Irans zwischen Zentralasien, Kleinasien, Arabien und dem indischen Subkontinent hat zu einer hohen ethnischen Vielfalt geführt. Indogermanische Gruppen wanderten vermutlich vom Norden her in das iranische Hochland ein und erreichten das Zagros-Gebirge zu Beginn des ersten Jahrtausends v. Chr. Die Meder waren das erste iranische Volk, das ein stabiles Reich auf iranischem Territorium errichten konnte. Nach der Eroberung Irans durch die Araber ließen sich Araber überall im Land nieder und vermischten sich mit der ansässigen Bevölkerung; viele iranische Familien können ihre arabische Herkunft anhand ihrer Namen nachweisen. Im 11. Jahrhundert begannen türkische Stämme in immer neuen Schüben in das heutige Iran einzuwandern. Sie prägten vor allem mit ihrer nomadischen Lebensweise weite Landstriche Irans bis zum Beginn des 20. Jahrhunderts; sie siedelten sich letzten Endes vor allem im Nordwesten des Landes an, wo das Klima für die nomadische Viehzucht am geeignetsten ist.

## Iranische Völker
Die iranischen Völker dominieren das Land heute zahlenmäßig. Zwischen 38 und 65 % der Bevölkerung zählen sich zu den Persern; das iranische Hochland ist fast ausschließlich persisch besiedelt. Sie sind nicht nur die größte, sondern auch die politisch und historisch bedeutendste Gruppe. Neben Persern gibt es noch andere persischsprachige Völker wie Bachtiaren oder Hazara, aber auch Menschen, die andere Sprachen sprechen (zum Beispiel Larestani), aber sich trotzdem häufig als Perser bezeichnen. Deshalb gibt es keine genauen Zahlen darüber, wie viele Perser in Iran leben. Die meisten Perser sind schiitisch.
Westlich des persischen Siedlungsgebietes leben Kurden, die 6 bis 10 % der Gesamtbevölkerung ausmachen, eine dem Persischen verwandte Sprache sprechen und größtenteils dem sunnitischen Islam anhängen, und die überwiegend schiitischen Luren (6 % der Bevölkerung Irans), die Luri, einen persischen Dialektcluster, sprechen. Im Osten Irans leben die ebenfalls sunnitischen Belutschen, die 2 % der Bevölkerung bilden und wie die Kurden nach Autonomie oder Unabhängigkeit streben. Im Elburs-Gebirge und am Kaspischen Meer leben kaspische Völker wie Mazandaraner, Gilaker, Talischen und Tati.
Weitere iranische Völker sind Paschtunen, die gut 2,7 % ausmachen und zum Teil aus Afghanistan eingewandert sind, Parsen, die dem Zoroastrismus angehören oder Raji.

## Turkvölker
Völker türkischer Abstammung sind vor allem die zumeist schiitischen Aserbaidschaner (Azeri), die etwa 20 % der Bevölkerung Irans ausmachen und im Nordwesten des Landes wohnen. Die meist sunnitischen Turkmenen bewohnen die nördlichen Steppengebiete, darüber hinaus gibt es zahlreiche über das ganze Land verstreute Inseln türkischstämmiger Bevölkerungsgruppen, zu denen die Qaschqai und Afscharen gehören. Daneben leben kleinere, zum Teil eingewanderte Turkvölker in Iran, zum Beispiel Kasachen, Usbeken und Turkomanen.

## Andere Völker
Die Araber in Iran leben im Südwesten an der Grenze zum Irak; sie machen etwa 2 bis 3 % der Gesamtbevölkerung aus. In Iran lebt außerdem eine große Zahl sehr kleiner Ethnien, die teils schon vor der Ankunft der Perser in Iran siedelten (wie die Assyrer) oder in mehreren Wellen, teilweise vor Jahrhunderten, ins Land kamen (wie die Armenier oder Georgier sowie die Roma).
Nach Informationen des Jüdischen Weltkongresses leben in der Islamischen Republik Iran im Jahr 2020 bis zu 20.000 Juden, nach Zählung anderer Stellen sind es nur 9.000. Vor der Islamischen Revolution 1979 waren es noch bis zu 100.000. Viele flohen wegen der antisemitischen Politik des Regimes.
Auch die Zahl anderer religiöser Minderheiten (zum Beispiel Christen, Bahai, Jesiden) hat deswegen abgenommen.
Daneben leben etwa 820.000 Roma in Iran, über die es keine genauen Zahlen gibt. Nach der Türkei, Indien und Rumänien hat Iran die meisten Roma. Neben Roma gibt es fast 150.000 andere Menschen, die eine indoarische Sprache sprechen (zum Beispiel Urdu, Gujarati).

## Zahlenbasis
Die verfügbaren Zahlen zur ethnischen Zusammensetzung der iranischen Bevölkerung variieren stark, weil seitens des iranischen Staates keine Daten ermittelt und veröffentlicht werden. Nicht zuletzt führen die heute zur Normalität gehörenden Mischehen zu einer gewissen Verwischung der ethnischen Grenzen. Es kann davon ausgegangen werden, dass auch sprachlich die Zuordnung zu ursprünglichen Ethnien nicht immer möglich ist, da inzwischen weite Teile der Minderheiten vor allem sprachlich an die persische Mehrheitskultur assimiliert sind.
Laut manchen Statistiken sind nur 38 % Perser, in manchen Statistiken sind es 65 %. Gleiche Verwirrungen gibt es auch bei anderen Sprachen und Ethnien. Dies liegt unter anderem daran, dass Mazandaraner, Gilanker und Luren manchmal mit zu den Persern gezählt werden. Bei nomadischen Völker wie Qaschqai oder Roma kann man nur schätzen, da diese oft nicht sesshaft sind. Zudem werden kleinere unbekannte Völker (zum Beispiel Vafsi, Takestani …) oft nicht mitgezählt oder zu ähnlichsprachigen Völkern hinzugezählt (Afscharen, Aserbaidschaner). Die folgende Tabelle der Universität Québec listet gemäß ihren Interpretationen alle Völker mit mehr als 10.000 Angehörigen.
| Ethnie                                                      | Anzahl (Absolut) | Anteil an der iranischen Bevölkerung | Sprache                                                     | Sprachfamilie                     | Religion                                                   |
| ----------------------------------------------------------- | ---------------- | ------------------------------------ | ----------------------------------------------------------- | --------------------------------- | ---------------------------------------------------------- |
| Perser (Westperser)                                         | 30 236 000       | 38,5 %                               | Iranisches Persisch (Farsi)                                 | Iranisch                          | Schiitischer Islam (Mehrheit)                              |
| Aserbaidschaner (Azeri)                                     | 15 375 000       | 19,5 %                               | Südaserbaidschanisch                                        | Turksprachen                      | Schiitischer Islam                                         |
| Kurden                                                      | 5 061 000        | 6,8 %                                | Kurdisch (Kurmandschi, Sorani, Zaza, Gorani, Herki, Faili…) | Iranisch                          | Sunnitischer Islam (Mehrheit)                              |
| Mazandaraner                                                | 4 246 000        | 5,4 %                                | Mazandaranisch                                              | Iranisch                          | Sunnitischer Islam                                         |
| Gilaker                                                     | 4 244 000        | 5,4 %                                | Gilaki                                                      | Iranisch                          | Schiitischer Islam                                         |
| Luren                                                       | 2 714 000        | 3,4 %                                | Lurisch (1 757 000 Nordlurisch, 957 000 Südlurisch)         | Iranisch                          | Ahl-e Haqq (Islamische Abspaltung) oder Schiitischer Islam |
| Turkmenen                                                   | 2 448 000        | 3,1 %                                | Turkmenisch                                                 | Turksprachen                      | Sunnitischer Islam                                         |
| Paschtunen                                                  | 2 197 000        | 2,7 %                                | Paschtunisch                                                | Iranisch                          | Sunnitischer Islam                                         |
| Qaschqai (Kaschgai)                                         | 1 836 000        | 2,3 %                                | Qashqai (Süd-Aserbaidschanisch)                             | Turksprachen                      | Schiitischer Islam                                         |
| Araber                                                      | 1 710 000        | 2,1 %                                | Arabisch (Mesopotamisch oder Golfisch)                      | Semitisch (Afroasiatisch)         | Schiitischer oder Sunnitischer Islam (je nach Region)      |
| Belutschen                                                  | 1 178 000        | 1,4 %                                | Belutschisch                                                | Iranisch                          | Sunnitischer Islam                                         |
| Bachtiaren                                                  | 1 171 000        | 1,4 %                                | Bachtiari                                                   | Iranisch                          | Schiitischer Islam                                         |
| Laken                                                       | 1 161 000        | 1,4 %                                | Leki                                                        | Iranisch                          | Sunnitischer Islam                                         |
| Chorasan-Türken                                             | 886 000          | 1,1 %                                | Chorasan-Türkisch                                           | Turksprachen                      | Schiitischer Islam                                         |
| Sinti und Roma (mehrheitlich Domari, aber auch Balkan-Roma) | 819 000          | 1,0 %                                | 785 000 Domari, 34 000 Romani                               | Indoarisch                        | Sunnitischer Islam                                         |
| Tati                                                        | 374 000          | 0,4 %                                | Tati                                                        | Iranisch                          | Schiitischer Islam                                         |
| Tadschiken (Ostperser) (z. T. aus Afghanistan)              | 454 000          | 0,5 %                                | Dari-Persisch                                               | Iranisch                          | Sunnitischer Islam                                         |
| Hazara                                                      | 368 000          | 0,4 %                                | Hazaragi-Persisch                                           | Iranisch                          | Schiitischer Islam                                         |
| Afschar                                                     | 355 000          | 0,4 %                                | Afscharisch                                                 | Turksprachen                      | Schiitischer Islam                                         |
| Aïmaken (z. T. aus Afghanistan)                             | 221 000          | 0,3 %                                | Aimaki-Persisch                                             | Iranisch                          | Sunnitischer Islam                                         |
| Schahsevan                                                  | 159 000          | 0,2 %                                | Südaserbaidschanisch                                        | Turksprachen                      | Schiitischer Islam                                         |
| Talischen                                                   | 146 000          | 0,2 %                                | Talischisch                                                 | Iranisch                          | Schiitischer Islam (Mehrheit)                              |
| Mamasani                                                    | 118 000          | 0,1 %                                | Lurisch (Süd)                                               | Iranisch                          | Schiitischer Islam (Mehrheit)                              |
| Larestani                                                   | 112 000          | 0,1 %                                | Lari (Larestani)                                            | Iranisch                          | Sunnitischer Islam                                         |
| Assyrer                                                     | 103 000          | 0,1 %                                | Neu-Aramänisch                                              | Semitisch (Afroasiatisch)         | Christentum (Orientalische Kirchen)                        |
| Armenier                                                    | 102 000          | 0,1 %                                | Armenisch                                                   | Isolierte indogermanische Sprache | Christentum (Armenisch-Orthodox)                           |
| Muhajir                                                     | 84 000           | 0,1 %                                | Urdu                                                        | Indoarisch                        | Sunnitischer Islam                                         |
| Semnani                                                     | 65 000           | 0,0 %                                | Semnani                                                     | Iranisch                          | Schiitischer Islam                                         |
| Georgier                                                    | 62 000           | 0,0 %                                | Georgisch                                                   | Kaukasisch                        | Orthodoxes Christentum                                     |
| Turk Khalaj                                                 | 51 000           | 0,0 %                                | Turk-Khalai                                                 | Turksprachen                      | Sunnitischer Islam                                         |
| Karakalpaken                                                | 51 000           | 0,0 %                                | Karakalpakisch                                              | Turksprachen                      | Schiitischer Islam                                         |
| Khalajs                                                     | 50 000           | 0,0 %                                | Khalai                                                      | Turksprachen                      | Schiitischer Islam                                         |
| Sangisari                                                   | 40 000           | 0,0 %                                | Sangsari                                                    | Iranisch                          | Schiitischer Islam                                         |
| Punjabis                                                    | 34 000           | 0,0 %                                | Panjabi                                                     | Indoarisch                        | Hinduismus und sunnitischer Islam                          |
| Gujarati                                                    | 34 000           | 0,0 %                                | Gujarati                                                    | Indoarisch                        | Hinduismus                                                 |
| Harzani                                                     | 33 000           | 0,0 %                                | Harzani                                                     | Iranisch                          | Schiitischer Islam                                         |
| Shikaki                                                     | 27 000           | 0,0 %                                | Shikalisch                                                  | Iranisch                          | Sunnitischer Islam                                         |
| Parsen                                                      | 26 000           | 0,0 %                                | Persisch oder Gujarati                                      | Iranisch                          | Zoroastrismus (Parsismus)                                  |
| Astiani                                                     | 25 000           | 0,0 %                                | Astiani                                                     | Iranisch                          | Islam (?)                                                  |
| Khunsari                                                    | 25 000           | 0,0 %                                | Khunsari                                                    | Iranisch                          | Islam (?)                                                  |
| Brahui                                                      | 22 000           | 0,0 %                                | Brahui                                                      | Dravidisch                        | Sunnitischer Islam                                         |
| Karingani                                                   | 21 000           | 0,0 %                                | Karingani                                                   | Iranisch                          | Schiitischer Islam                                         |
| Vafsi                                                       | 21 000           | 0,0 %                                | Vafsi                                                       | Iranisch                          | Schiitischer Islam                                         |
| Koreaner                                                    | 17 000           | 0,0 %                                | Koreanisch                                                  | Koreanisch (isoliert)             | Buddhismus                                                 |
| Dari gabri                                                  | 14 000           | 0,0 %                                | Dari-Gabri (Persisch, ist aber nicht dasselbe wie Dari)     | Iranisch                          | Zoroastrismus                                              |
| Kasachen                                                    | 15 000           | 0,0 %                                | Kasachisch                                                  | Turksprachen                      | Sunnitischer Islam                                         |
| Sorkhei                                                     | 11 000           | 0,0 %                                | Sorkhei                                                     | Iranisch                          | Islam (?)                                                  |
| Türken (aus der Türkei)                                     | 11 000           | 0,0 %                                | Türkisch                                                    | Turksprachen                      | Sunnitischer Islam                                         |
| Jadgali                                                     | 10 000           | 0,0 %                                | Jadgali                                                     | Indoarisch                        | Hinduismus                                                 |
| Juden                                                       | 9826             | 0,0 %                                | Judäo-Persisch und andere                                   | Iranisch oder Semitisch           | Judentum                                                   |
| Andere (zum Teil Ausländer)                                 | 414 600          | 0,5 %                                | –                                                           | –                                 | –                                                          |
| Total (2014)                                                | 78 468 600       | 100,0 %                              |                                                             |                                   |                                                            |

## Ethnien nach Provinzen
Die folgenden Karten zeigen den geschätzten Anteil der ethnischen Gruppen in den iranischen Provinzen im Jahr 2010. In 14 Provinzen machen Perser die Mehrheit, in sechs Provinzen stellen Aserbaidschaner die Mehrheit, in vier Provinzen leben mehrheitlich Kurden und in drei Provinzen mehrheitlich Luren. Mazandaraner, Gilaker, Belutschen und Araber stellen in je einer Provinz die Mehrheit auf. 

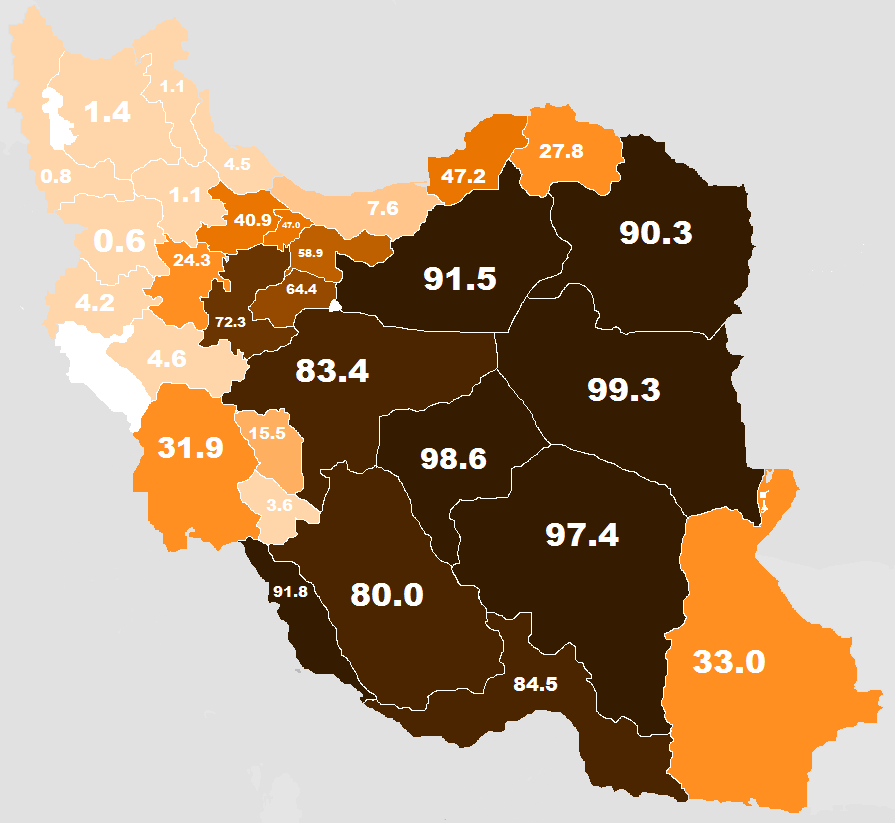
Persischsprachige Menschen (ohne Luren)
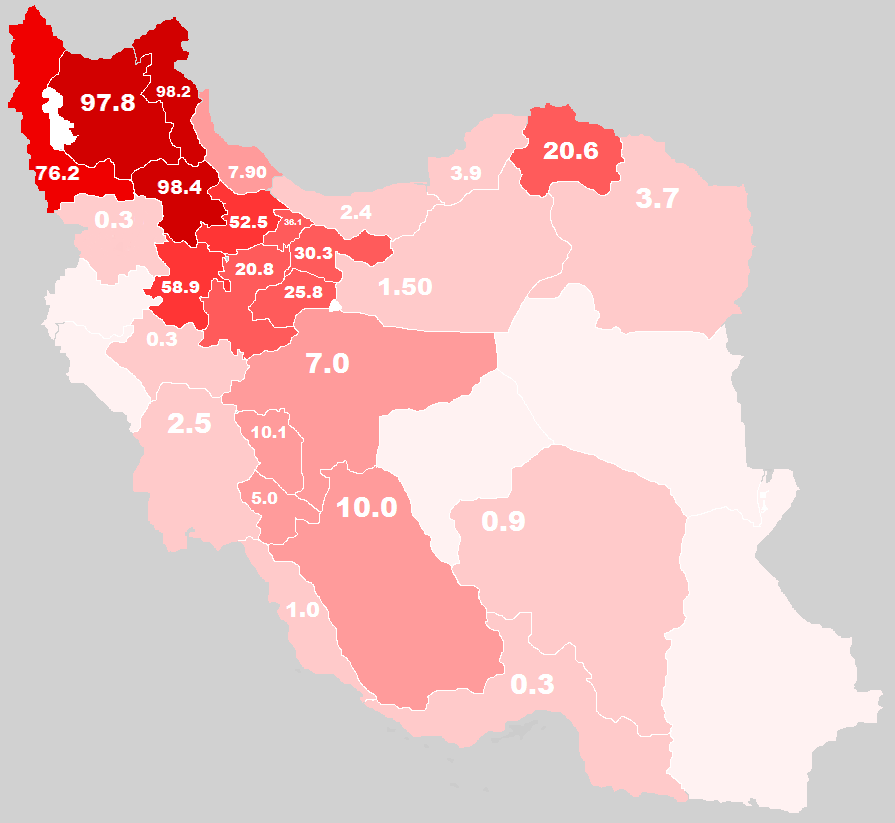
Turkvölker (Aserbaidschaner, Turkmenen, Qaschqai …)
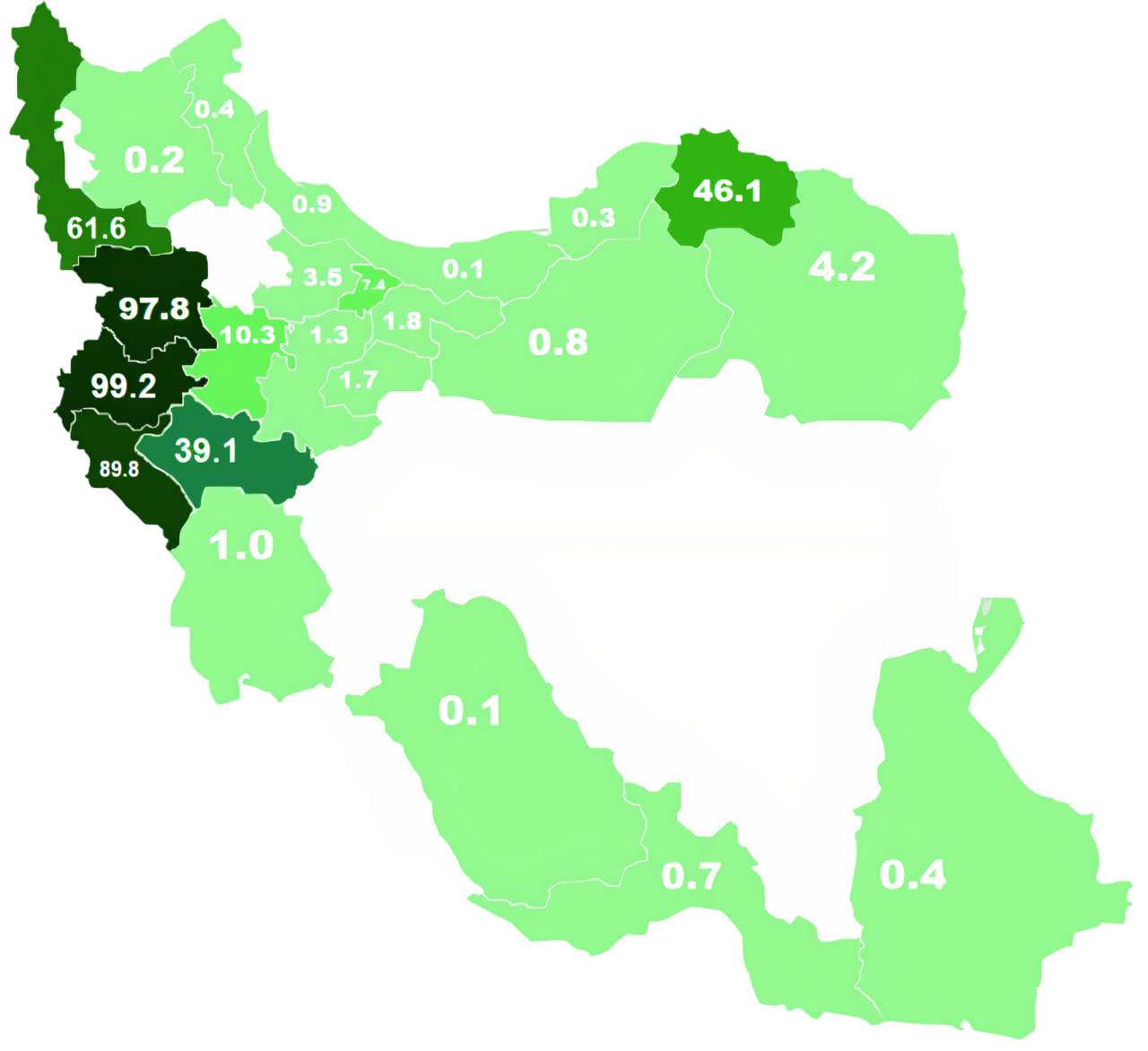
Kurden
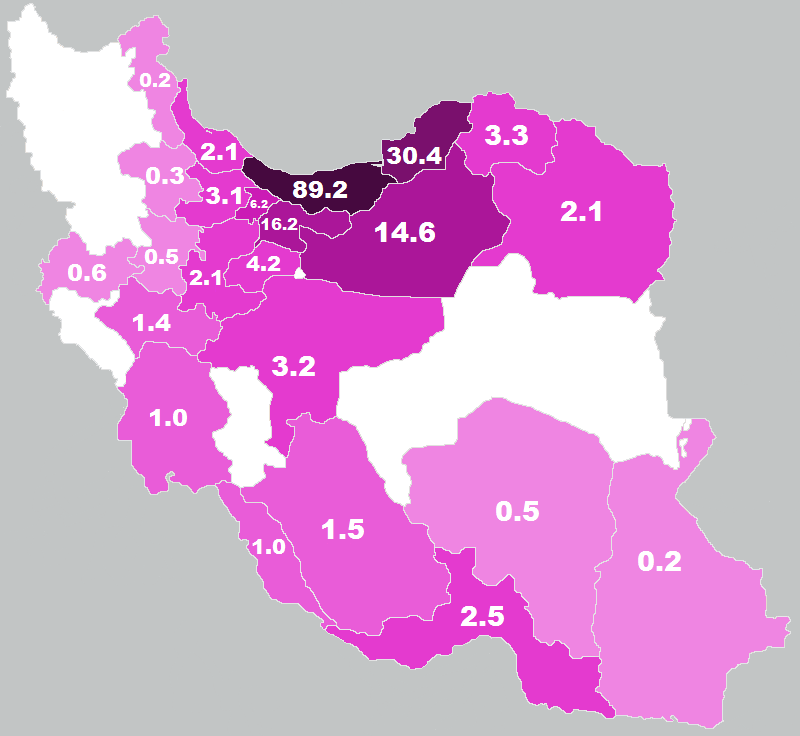
Mazandaraner
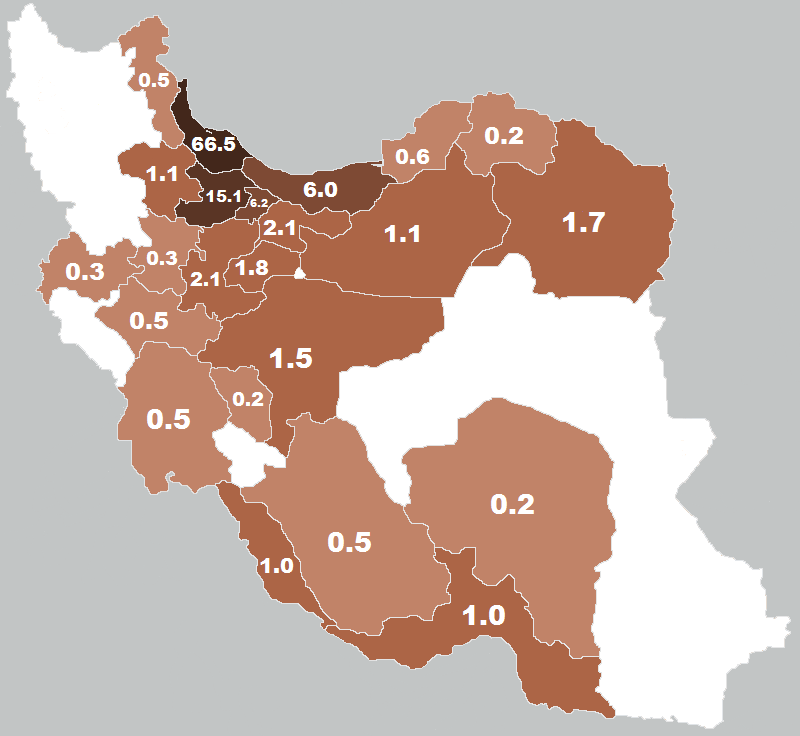
Gilaker
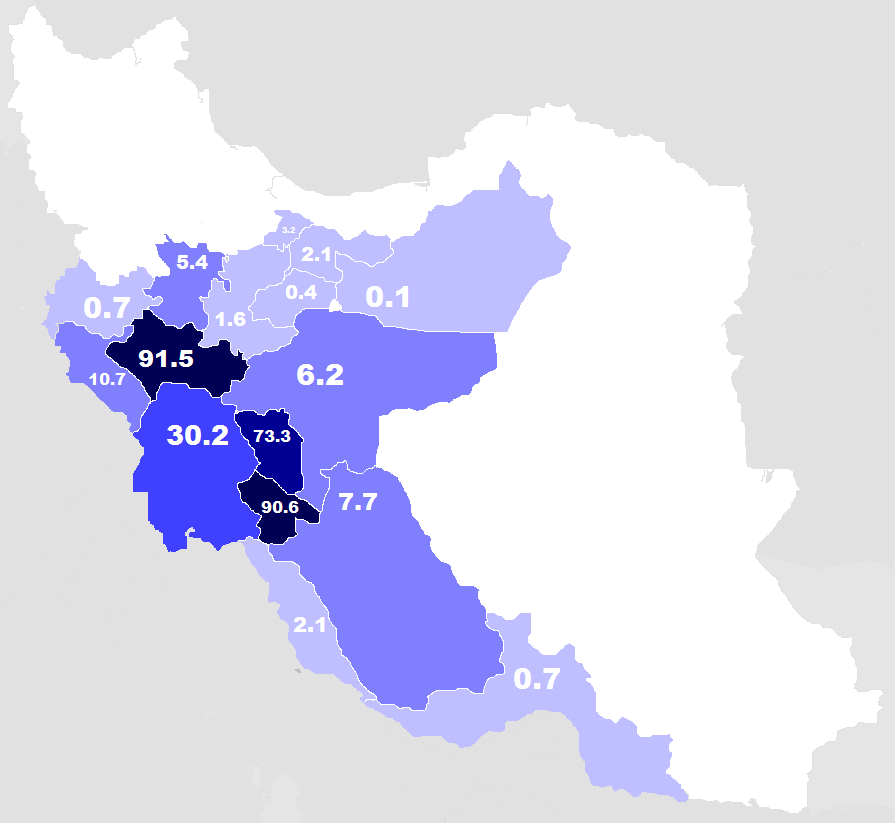
Luren und Bachtiaren
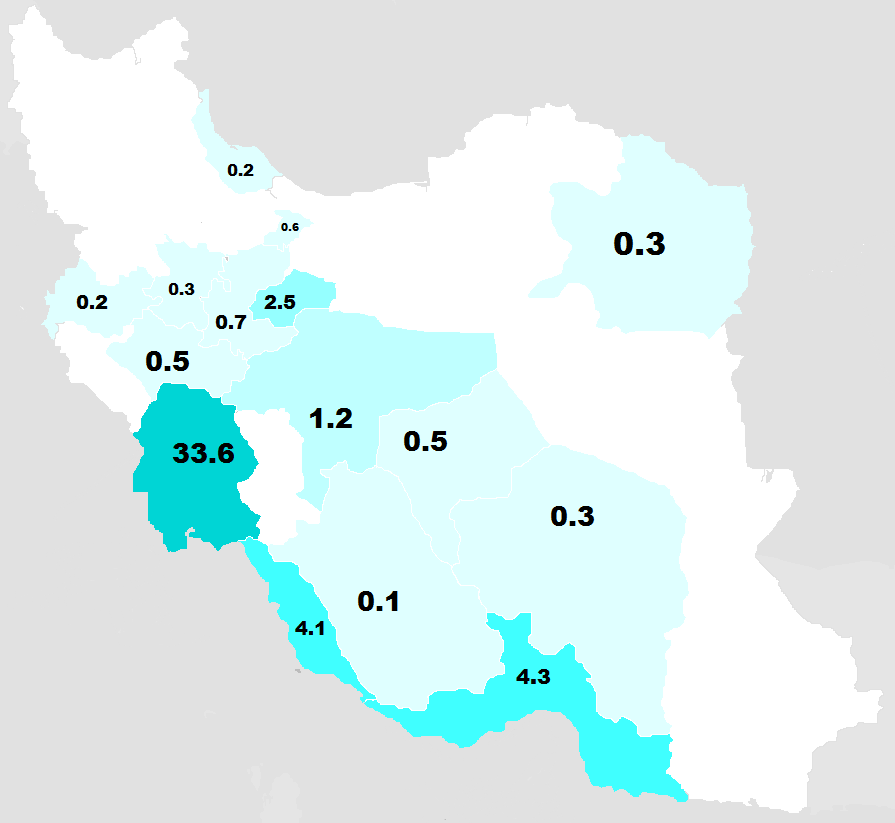
Arabischsprachige Menschen
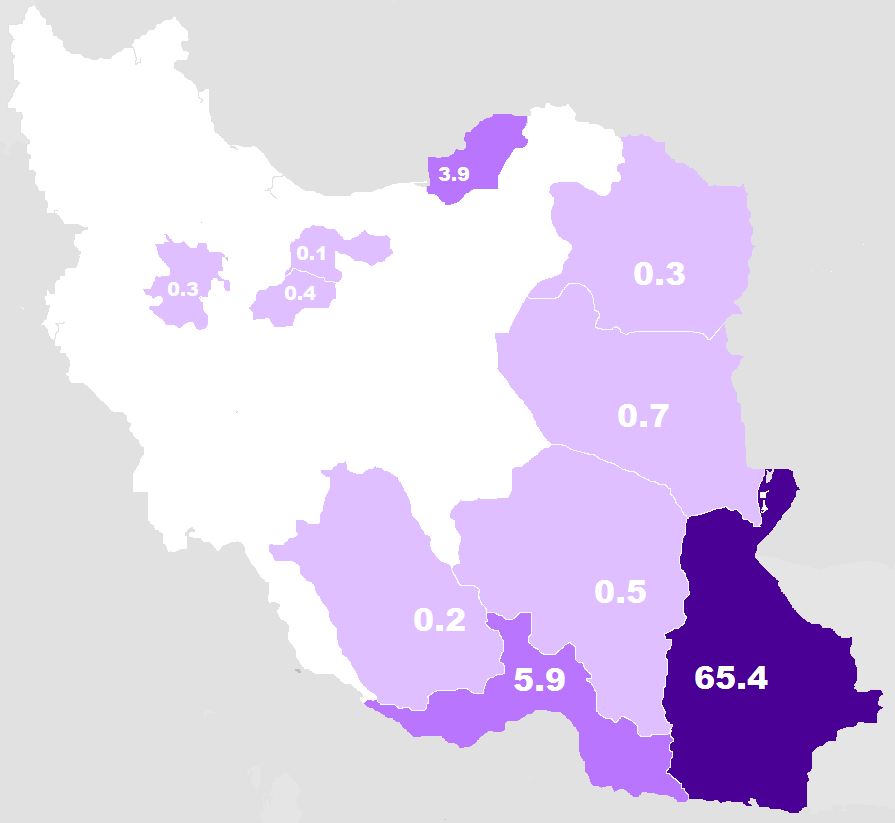
Belutschischsprachige Bevölkerung in Iran
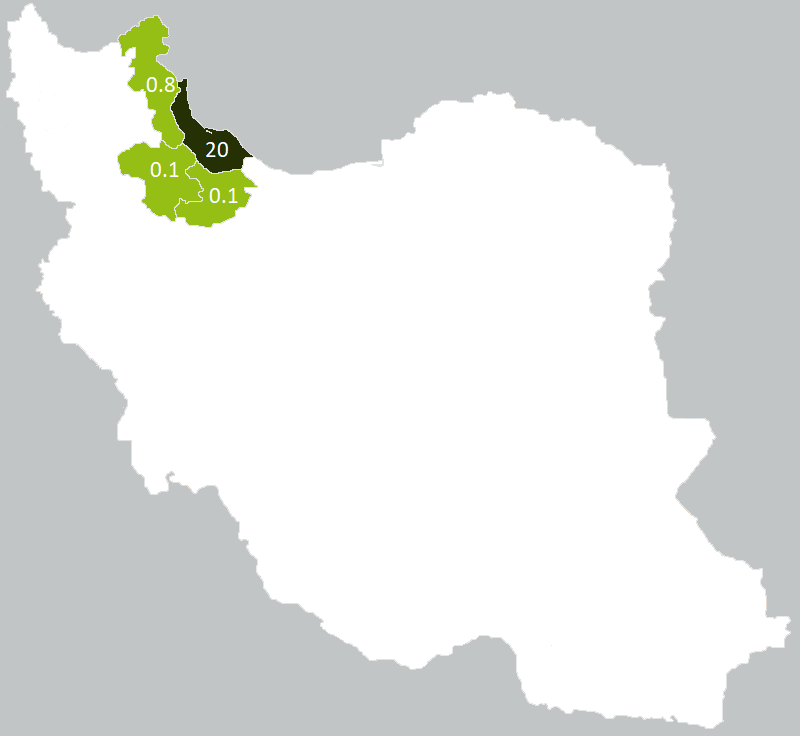
Talischen